# Hyperolius argus
Espèce
Synonymes
- Hyperolius flavoviridis Peters, 1854
- Hyperolius tettensis Peters, 1854
- Hyperolius cinctiventris Cope, 1862
- Rappia platycephalus Pfeffer, 1893
- Hyperolius ahli Loveridge, 1936
- Hyperolius böckii Koesen, 1968

Statut de conservation UICN

 LC  : Préoccupation mineure
Hyperolius argus est une espèce d'amphibiens de la famille des Hyperoliidae.

## Répartition
Cette espèce se rencontre jusqu'à 300 m d'altitude, :
- dans l'extrême Sud de la Somalie ;
- dans le sud du Kenya ;
- dans l'est de la Tanzanie ;
- dans le sud du Malawi ;
- au Mozambique ;
- dans l'est du Zimbabwe ;
- dans l'est de l'Afrique du Sud.

## Publication originale
- Peters, 1854 : Diagnosen neuer Batrachier, welche zusammen mit der früher (24. Juli und 17. August) gegebenen Übersicht der Schlangen und Eidechsen mitgetheilt werden. Bericht über die zur Bekanntmachung geeigneten Verhandlungen der Königlich preussischen Akademie der Wissenschaften zu Berlin, vol. 1854, p. 614-628 (texte intégral).